# Fortepian Szopena

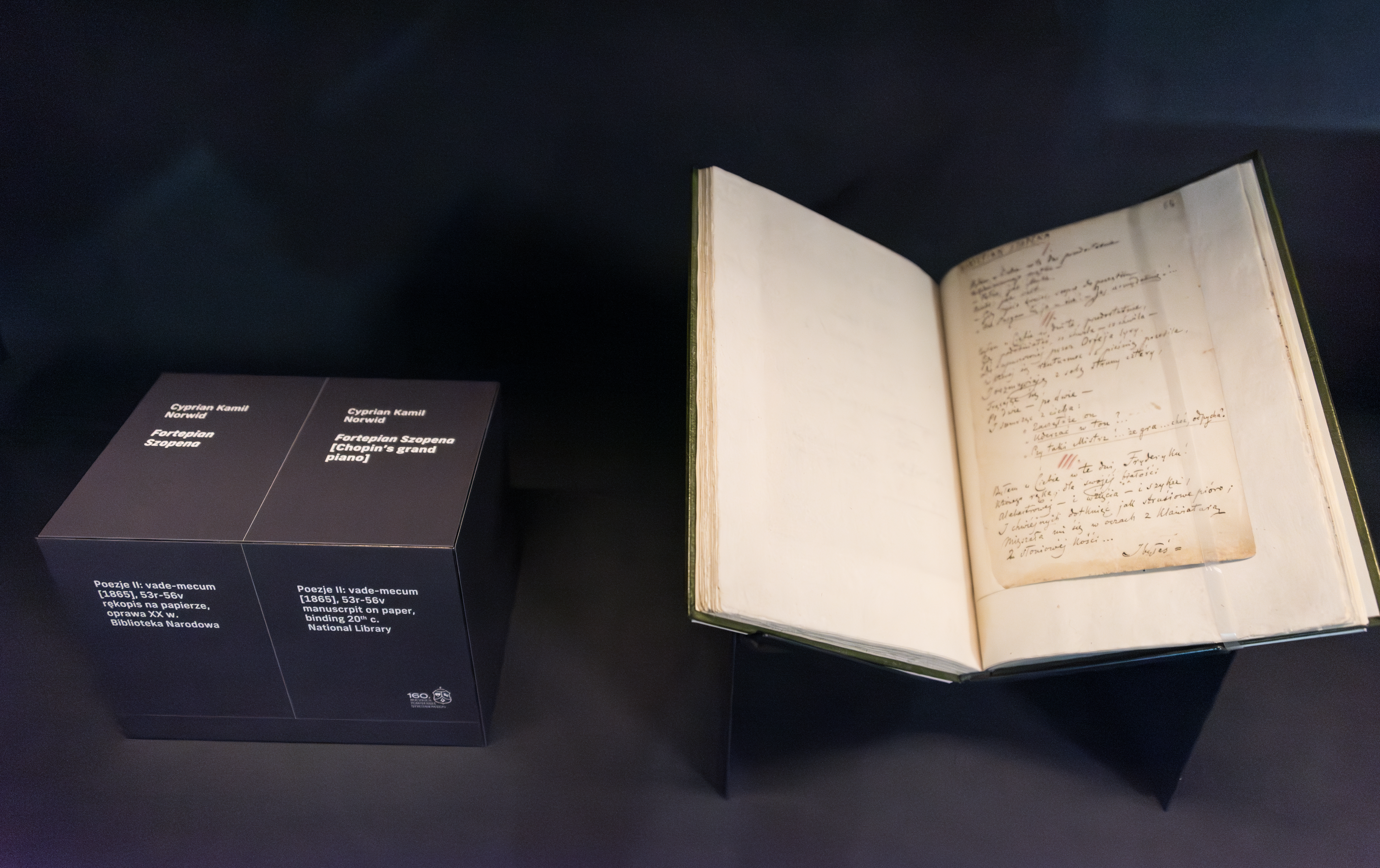
Rękopis poematu eksponowany na wystawie czasowej w Muzeum Fryderyka Chopina w Warszawie (2023)

Fortepian Szopena – poemat Cypriana Kamila Norwida ogłoszony w 1865.
Utwór powstał na przełomie lat 1863–1864 i stanowi nawiązanie do spotkania Chopina z Norwidem, tuż przed jego śmiercią, które pojawia się także w prozie „Czarne kwiaty”. Po niewielkich zmianach włączony został do Vade-mecum (XLIX). Poemat nawiązuje do autentycznego zdarzenia. 19 września 1863 powstańcy styczniowi dokonali nieudanego zamachu na namiestnika Teodora Berga, rzucając bombę z okna pałacu Zamoyskich na Krakowskim Przedmieściu w Warszawie. W odwecie Rosjanie zdemolowali budynek pałacu, wyrzucając na bruk fortepian, na którym Fryderyk Chopin grał podczas pobytu w Warszawie.
Rękopis poematu znajduje się w zbiorach Biblioteki Narodowej.

## Okoliczności powstania utworu
Poemat stanowi echo zamachu na generała Teodora Berga mianowanego namiestnikiem carskim w Królestwie Polskim na początku września 1863. Zamach, przygotowany przez kilka tygodni, miał miejsce w godzinach wieczornych 19 września, kiedy Berg przejeżdżał powozem przez Nowy Świat obok pałacu Zamoyskich. Zamachowcy strzelili do generała i rzucili na jego powóz bomby. Ani jedno ani drugie nie odniosło spodziewanego skutku. General ocalał. Spiskowcy zdołali zbiec. Konsekwencje zamachu ponieśli mieszkańcy pałacu, których natychmiast aresztowano. Pałac wydano na łup batalionu litewskiego pułku piechoty gwardii pod dowództwem generała Korfa. Demolowanie pałacu trwało kilka godzin. Zniszczono wiele dzieł sztuki, pamiątek kultury, prac naukowych.
Wiadomości o zamachu i represjach szybko dotarły do Paryża. Najobszerniej pisał o tym krakowski Czas, poświęcając zamachowi osiem kolejnych numerów (215-221 i 223). W numerze 217 z 24 września zamieszczono szczegółowy opis demolowania pałacu: Leciały na bruk: stoły, kanapy, fortepijana, łóżka, pościel obrazy. (...) Po wyrzuceniu wszystkich rzeczy i zabraniu, tego co się dało zabrać, żołnierstwo moskiewskie gromadziło wyrzucane meble i rzeczy na kilka stosów i zapaliło. (...) Barcińskiego dyrektora Żeglugi zbili żołnierze niemiłosiernie. Żona jego, siostra rodzona po nieboszczyku Chopinie miała drogą pamiątkę po tym artyście, fortepian, który spalono.
Pierwsza wzmianka o poemacie pochodzi dopiero z 1865. Utwór musiał jednak powstać znacznie wcześniej, najpewniej pod koniec 1863, zgodnie z życiową praktyką poety, który wiersze poruszające aktualne tematy, związane z jakimś wydarzeniem, pisał od razu po jego zaistnieniu. Tak było z Coś ty Atenom zrobił Sokratesie (styczeń 1856), Duchem Adam i skandalem (styczeń 1856, tego samego dnia), Do Emira Abd el Kadera w Damaszku (lipiec-sierpień 1860), Do wroga (początek lutego 1863), Encykliką-Oblężonego (październik 1867) Hipotezę taką potwierdza również analiza słownictwa i obrazowania utworu przylegających do utworów powstałych w 1863 (Do wroga, Buntowniki, Fulminant, Święty-spokój) lub na początku 1864 (Na zgon Józefa Zaleskiego, Modlitwa Mojżesza).

## Publikacja

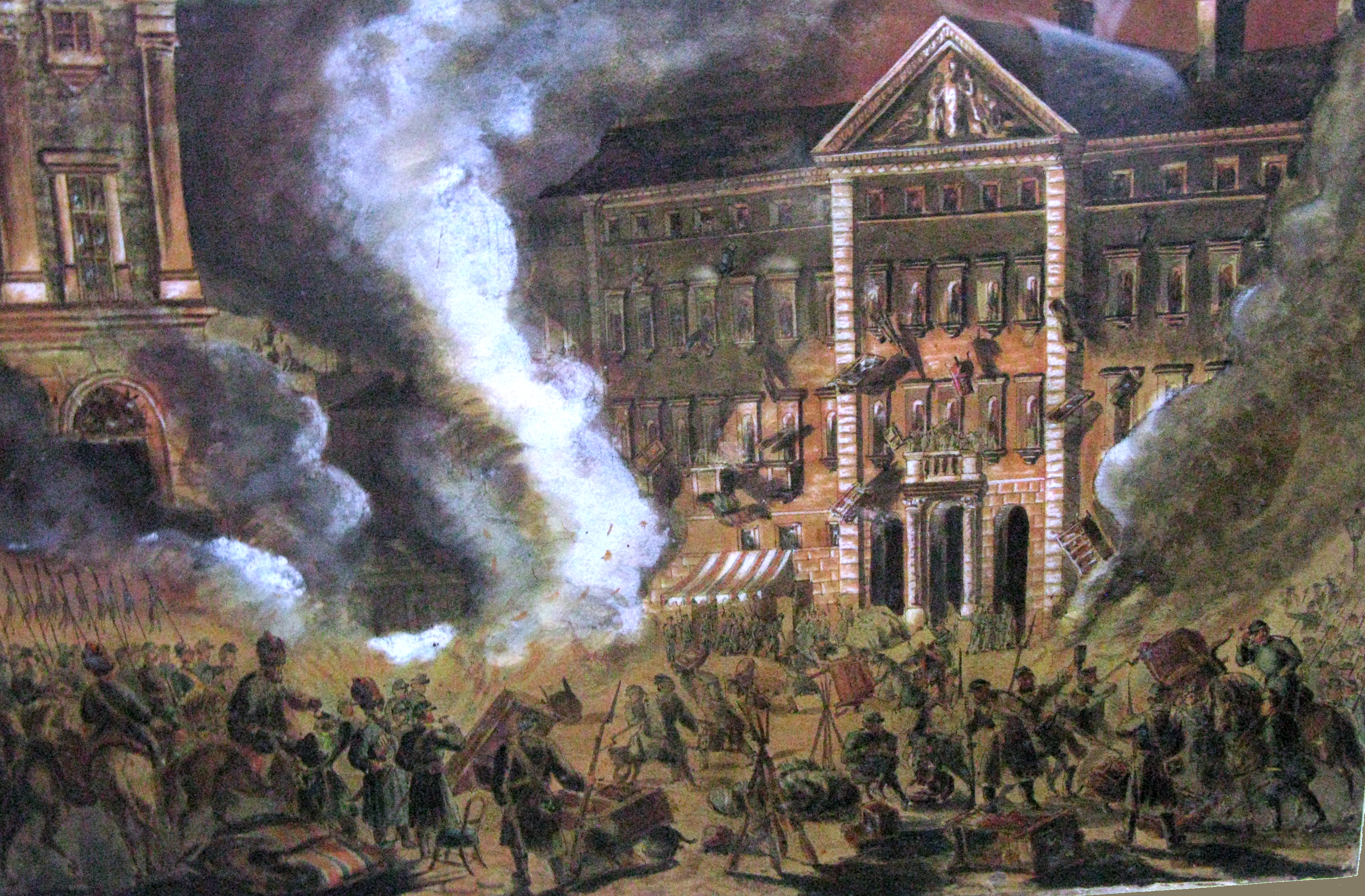
Wojsko rosyjskie demoluje pałac Zamoyskich po zamachu na Berga

Pod koniec stycznia lub na początku lutego, na wieść o przygotowywaniu nowego czasopisma społeczno-literackiego, mającego być organem Towarzystwa Naukowego Młodzieży Polskiej w Paryżu, Norwid zwrócił się do Mariana Sokołowskiego, który był jednym z członków komitetu redakcyjnego, z zapytaniem o możliwość wydrukowania w czasopiśmie jego poematu. 11 marca poemat został odczytany na posiedzeniu komitetu redakcyjnego i przeznaczony do zamieszczenia w drugim numerze pisma, drukowanym w Szwajcarii w drukarni Radzkiego. W kwietniu rękopis został wysłany do drukarni, niestety po drodze przesyłka zaginęła. 28 kwietnia redakcja zwróciła się do poety z prośbą o jak najszybsze przesłanie kopii utworu.
Nie wiadomo czy Norwid posiadał kopię utworu czy musiał go odtworzyć z pamięci, bardzo szybko jednak nadesłał tekst utworu skoro ukazał się on w majowym drugim zeszycie pisma. Znalazł się w nim jeszcze drugi utwór poety, napisane w 1864 Memento. Pospieszne odtwarzanie utworu wpłynęło na jakość tekstu. Stąd też autor wziął go ponownie na warsztat i starannie opracował poszczególne fragmenty jedne słowa zamieniając ze sobą inne zastępując innym. Ta nowa redakcja poematu została włączona do przygotowywanego w 1866 zbioru Vade-mecum.

## Tytuł, dedykacja, motto
Odwiedzając Chopina w jego paryskim mieszkaniu Norwid widywał jego fortepian marki Pleyel. Dwukrotnie go szkicował. Raz w 1850 w salonie księżnej Marceliny Czartoryskiej, rysując Chopina i jego przyjaciół na tle saloniku kompozytora przy Square d’Orleans. Powtórnie w 1867 w liście do marszałkowej Kuczyńskiej, w którym wspominał jedną ze swych rozmów z Chopinem. To wspomnienie wiązało się z mieszkaniem artysty przy rue Chaillot, którego to mieszkania główną częścią był salon wielki o dwóch oknach, gdzie nieśmiertelny fortepian jego stał, a fortepian bynajmniej wykwintny (...) jak fortepiany modne, ale owszem trójkątny, długi, na nogach trzech. Po śmierci kompozytora fortepian nabyła jedna z jego angielskich wielbicielek Jane Stirling. W 1858 przekazała go wraz z innymi pamiątkami po Chopinie jego siostrze Ludwice Jędrzejewiczowej. Norwid czytając artykuł w Czasie myślał o tym instrumencie. W rzeczywistości fortepian Pleyela znajdował się w tym czasie na wsi pod Warszawą. W mieszkaniu Barcińskich był natomiast przechowywany stary fortepian Bucholtza, na którym Chopin grywał przed opuszczeniem Warszawy

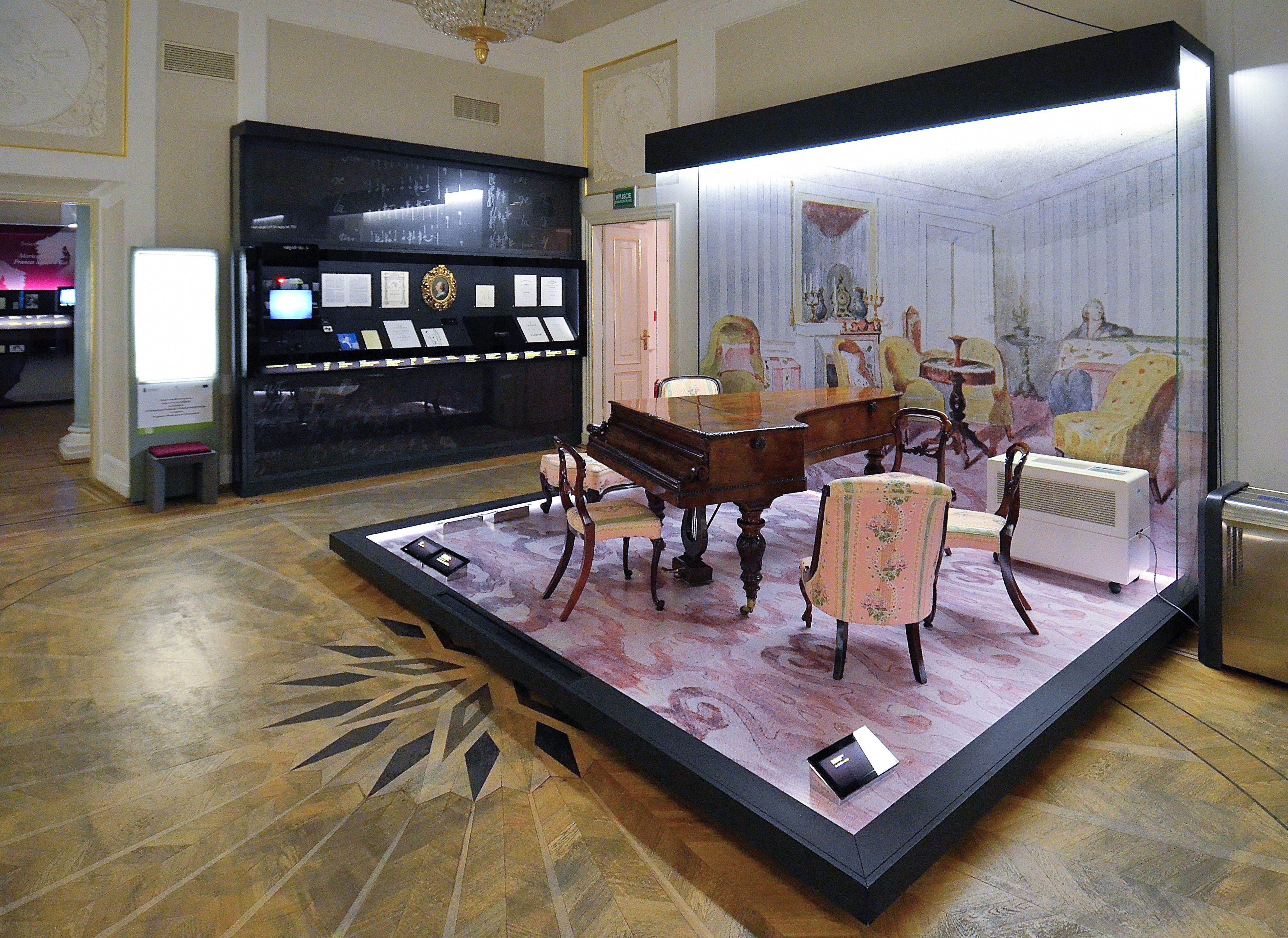
Fortepian Pleyela w Muzeum Chopina w Warszawie.

Norwid dedykował swój poemat A.C. b. prof. Uniwersytetu. Był nim Antoni Czajkowski, prawnik i poeta, dobry znajomy Norwida z czasów warszawskich, od 1847 mieszkający w Petersburgu, gdzie wykładał historię dawnego prawa polskiego. W 1859 pomógł poecie w opublikowaniu w Petersburgu poematu Szczesna. Mniej więcej w tym czasie wyruszył w podróż po Europie, w czasie której spotkał się z Norwidem, którego nie widział od 1842. Dedykacja stanowi niewątpliwy wyraz wdzięczności dla wypróbowanego przyjaciela, może też stanowić nawiązanie do tematów ich paryskiej rozmowy.
Motto w przekładzie na polski brzmi: Och! na ulicy gra katarynka – i to walca! Muszę wyjść żeby go posłuchać. Grają walca, którego słyszałem z dziesięć tysięcy razy na balach w Londynie pomiędzy 1812 a 1815 rokiem. Muzyka to rzecz dziwna! Urywek ten pochodzi z dziennika Byrona (Rawenna, 2 lutego 1822). Melodia starego walca przypomina Byronowi londyńskie walce. W Fortepianie Szopena relacja o zniszczeniu instrumentu przypomniała Norwidowi ostatni prywatny koncert Chopina, usłyszany przed 14 laty.

## O poemacie
Twórczość Chopina jest przedstawiona w utworze jako synteza kultury śródziemnomorskiej (antyk, chrześcijaństwo) i tradycji polskiej, doskonałe połączenie treści (natchnienia) z formą oraz najwyższy stopień artyzmu, dostępny nielicznym twórcom. Muzyka ma moc podnoszenia rzeczywistości do ideału, przemieniania w byt doskonały. W poemacie zarysowuje się konflikt między doskonałym pięknem, utożsamianym z dobrem, a historią, życiem i realnością, skażonymi złem. Wyrzucenie fortepianu symbolizuje niszczenie najwyższych wartości, dobra przez brutalne i prymitywne zło. Tryumf nie jest jednak ostateczny, bo – mimo zniszczenia przedmiotu – wartości przez niego symbolizowane będą trwały w tradycji. Akt cierpienia staje się odkupieniem i może niespodziewanie, wbrew intencjom niszczących, przynieść dobre owoce. Ideał i piękno trafiają do ludu.